# جيمس هنري كوين
جيمس هنري كوين هو محامي ومؤرخ كندي، ولد في 3 أكتوبر 1849 في سانت توماس في كندا، وتوفي في 5 يناير 1942.